# كلير بولارد
كلير بولارد (بالإنجليزية: Clare Pollard)‏ هي كاتِبة وشاعرة بريطانية، ولدت في 1978 في بولتن في المملكة المتحدة.

## وصلات خارجية
- الموقع الرسمي
- كلير بولارد على موقع ميوزك برينز (الإنجليزية)